# Shari Van Belle
Shari Van Belle (Aalst, 22 december 1999) is een Belgisch voetbalspeelster. Ze is actief als flankverdediger voor Standard Luik (vrouwen) en het Belgisch voetbalelftal. Van Belle begon met voetballen op vijfjarige leeftijd bij FC Schepdaal. Tot haar veertiende speelde ze bij jongensploegen, daarna vertrok ze naar de B-ploeg van RSC Anderlecht (vrouwen). In 2015 tekende Van Belle een contract bij KAA Gent. Na zeven seizoenen in Gent maakte ze in mei 2022 een transfer naar Oud-Heverlee Leuven. Ze kwam in haar geboorteland eveneens uit voor KRC Genk en Standard Luik. In 2025 maakte Van Belle de overstap naar het Duitse SG Essen-Schönebeck.

## Statistieken
| Team           | Caps | Selecties | Doelpunten | Aantal kaarten                  | Aantal minuten gespeeld |
| -------------- | ---- | --------- | ---------- | ------------------------------- | ----------------------- |
| België U15     | 1    | 1         | 0          | gele kaarten: 0 rode kaarten: 0 | 15 minuten              |
| België U16     | 3    | 3         | 0          | gele kaarten: 0 rode kaarten: 0 | 132 minuten             |
| België U17     | 3    | 5         | 0          | gele kaarten: 0 rode kaarten: 0 | 199 minuten             |
| België U19     | 17   | 17        | 3          | gele kaarten: 0 rode kaarten: 0 | 1451 minuten            |
| België U23     | 6    | 4         | 1          | gele kaarten: 0 rode kaarten: 0 | ca. 540 minuten         |
| A-ploeg België | 13   | 20        | 0          | gele kaarten: 0 rode kaarten: 0 | 821 minuten             |

| Team                | Competitie                | Wedstrijden | Basisplaatsen | Doelpunten | Aantal kaarten                  |
| ------------------- | ------------------------- | ----------- | ------------- | ---------- | ------------------------------- |
| R.S.C. Anderlecht B | Eerste provinciale België | 27          | 27            | 0          | gele kaarten: 0 rode kaarten: 0 |

| Team                 | Wedstrijden | Basisplaatsen | Doelpunten | Aantal kaarten                  |
| -------------------- | ----------- | ------------- | ---------- | ------------------------------- |
| Futsal Besiktas Gent | 3           | 3             | 2          | gele kaarten: 0 rode kaarten: 0 |

| Seizoen | Club            | Land   | Competitie       | Wedstrijden | Doelpunten |
| ------- | --------------- | ------ | ---------------- | ----------- | ---------- |
| 2016/17 | KAA Gent Ladies | België | Super League     | 19          | 1          |
| 2017/18 | KAA Gent Ladies | België | Super League     | 23          | 1          |
| 2018/19 | KAA Gent Ladies | België | Super League     | 18          | 1          |
| 2019/20 | KAA Gent Ladies | België | Super League     | 16          | 3          |
| 2020/21 | KAA Gent Ladies | België | Super League     | 2           | 0          |
| 2021/22 | KAA Gent Ladies | België | Super League     | 24          | 9          |
| 2021/22 | KAA Gent Ladies | België | Beker Van België | 2           | 4          |
| Totaal  | Totaal          | Totaal | Totaal           | 102         | 19         |

| Seizoen   | Club                          | Land   | Competitie         | Wedstrijden | Doelpunten |
| --------- | ----------------------------- | ------ | ------------------ | ----------- | ---------- |
| 2022/2023 | Oud-Heverlee Leuven (vrouwen) | België | Lotto super league | 9           | 0          |
| 2022/2023 | Oud-Heverlee Leuven (vrouwen) | België | Beker Van België   | 2           | 1          |
| Totaal    | Totaal                        | Totaal | Totaal             | 11          | 1          |

## Blessures
Op 26 september 2020 raakte Van Belle ernstig geblesseerd in een bekermatch tegen OHL B. Ze scheurde de kruisbanden, mediale band en laterale band en de meniscus was geraakt. Op 2 oktober werd de knie geopereerd. De revalidatie duurde negen maanden. 17 juli 2021 stond ze voor het eerst sinds haar blessure terug op het veld in een oefenmatch tegen Brasschaat (0-10 winst).
Begin augustus 2021 had Van Belle last van een lichte blessure aan de hamstring, waardoor ze een kleine drie weken niet mocht spelen.
In oktober van datzelfde jaar stond ze nog enkele dagen aan de zijlijn door een ontsteking van de achillespees.

## Interlandcarrière
Van Belle speelde in november 2017 voor het eerst mee met de A-ploeg van de Belgian Red Flames. De vriendschappelijke wedstrijd tegen Rusland werd met 2-0 gewonnen, Van Belle gaf de assist voor het tweede doelpunt. De oefenmatch tegen Spanje, 17 januari 2019, wordt echter gezien als haar officiële debuut voor de nationale ploeg. De match eindigde op een 1-1 gelijkspel. Ondertussen heeft Van Belle al 13 interlands en 20 selecties op haar naam staan. Ze draagt het rugnummer 5 en speelt voornamelijk als linkerflankverdediger.

## Prijzen
- Op 25 maart 2016 werd Van Belle uitgeroepen tot Sportvrouw van het jaar 2015 in haar gemeente Affligem.
- Van Belle won met KAA Gent Ladies twee keer de Beker van België. De eerste in 2017; de finale werd toen met 3-1 gewonnen van R.S.C. Anderlecht. Shari speelde 90 minuten en gaf de assist voor de 2-1. De tweede bekerfinale werd in 2019 gewonnen van Standard Luik (vrouwen) met een 2-0 eindstand. Ook hier speelde Van Belle een volledige match.
- In 2019 ging de prijs van mooiste goal van het jaar van de Red Flames naar Ella Van Kerkhoven. De assist voor deze rabona goal kwam van Shari Van Belle in een oefenwedstrijd tegen Thailand. In deze match gaf Shari twee assists en een pré-assist.
- Op de Cyprus Women's Cup 2019 behaalde de Belgian Red Flames brons, de best behaalde plaats ooit voor België op dit toernooi. Van Belle zat in de selectie en startte twee van de drie matchen in de basis.
- Op 6 november 2021 speelde Gent Ladies voor het eerst in de geschiedenis in de Ghelamco Arena. Van Belle werd mede door haar openingstreffer tot speler van de match gestemd. De wedstrijd werd met 3-1 gewonnen van competitieleider Club YLA.
- Samen met het Belgisch voetbalelftal (vrouwen) won Shari de Pinatar Cup. De Red Flames wonnen op 22 februari 2022 de finale tegen Rusland. De match eindigde op 0-0 (penalty's: 7-6). Van Belle speelde 66 minuten.

## Studies
De eerste jaren van het middelbaar zat Van Belle op topsportschool Redingenhof in Leuven. Haar middelbare schoolcarrière rondde ze echter af op het Atheneum in Gent. Vervolgens heeft Shari één jaar L.O. en bewegingsrecreatie gestudeerd, maar is ze gestopt omdat de combinatie met profvoetbal te moeilijk was. Ze schakelde over naar de studie accountancy-fiscaliteit en het volgende jaar naar sportmanagement. Haar studies volgt ze vanop afstand zodat ze haar studietijd zelf kan indelen.

## Extra
- Shari's kleine zus, Lyndsey Van Belle, en vriendin, Nicky Evrard, speelden beide ook voor KAA Gent Ladies in dezelfde periode als Van Belle. In de zomer 2022 tekende Nicky, net als Shari, een contract bij OHL. Evrard is ook actief als eerste keeper van het nationale elftal. Lyndsey (Club YLA) speelt als flankverdedigster voor de U23 van de Red Flames.
- Van Belle maakte haar eerste goal voor België in een match met de U19 tegen Litouwen.
- Samen met Elena Dhont, Lisa Lichtfus en Lola Wajnblum is Van Belle het gezicht van de Love Football campagne, een organisatie met als doel meer meisjes aan het voetballen te zetten.
- Manchester City WFC is Van Belles droomclub.
- In het seizoen 2021/2022 scoorde Shari Van Belle veertien doelpunten, een persoonlijk record op professioneel niveau.
- Van Belle is de eerste vrouw ooit die in de Ghelamco Arena wist te scoren, opgevolgd door Lore Jacobs en Chloé Vande Velde.